# Liste der Biografien/Bram
Liste der Biografien |
Portal Biografien |
Personensuche
# |
A |
B |
C |
D |
E |
F |
G |
H |
I |
J |
K |
L |
M |
N |
O |
P |
Q |
R |
S |
T |
U |
V |
W |
X |
Y |
Z |
?
 
Ba |
Be |
Bd |
Bg |
Bh |
Bi |
Bj |
Bl |
Bm |
Bn |
Bo |
Br |
Bs |
Bu |
Bw |
By |
Bz
 
Bra |
Brc |
Brd |
Bre |
Brg |
Bri |
Brj |
Brk |
Brl |
Brn |
Bro |
Brp–Brt |
Bru |
Brv |
Bry |
Brz
 
Braa |
Brab |
Brac |
Brad |
Brae |
Braf |
Brag |
Brah |
Brai |
Braj |
Brak |
Bral |
Bram |
Bran |
Brao |
Braq |
Brar |
Bras |
Brat |
Brau |
Brav |
Braw |
Brax |
Bray |
Braz
Die Liste der Biografien führt alle Personen auf, die in der deutschsprachigen Wikipedia einen Artikel haben. Dieses ist eine Teilliste mit 143 Einträgen von Personen, deren Namen mit den Buchstaben „Bram“ beginnt.

## Bram
- Bram, Alfons von (1865–1951), deutscher Generalmajor der Reichswehr
- Bräm, Andreas (1797–1882), Schweizer evangelisch-reformierter Pfarrer, Gründer des Neukirchener Erziehungsvereins
- Bram, Christopher (* 1952), US-amerikanischer Schriftsteller
- Bram, Eike (* 1965), deutsche Handballspielerin
- Bram, Franziska (1860–1932), deutsche Dichterin und Schriftstellerin
- Bräm, Heinrich (1887–1956), Schweizer Architekt
- Bram, Marie-Luise (* 1981), deutsche Journalistin und Fernsehmoderatorin
- Bräm, Thüring (* 1944), Schweizer Dirigent und Komponist
- Bräm, Walter (1915–1996), Schweizer Politiker (LdU und Republikanische Bewegung)

### Brama
- Brama, Wout (* 1986), niederländischer Fußballspieler
- Bramah, Ernest (1868–1942), englischer Schriftsteller
- Bramah, Joseph (1748–1814), britischer Ingenieur
- Bramall, Anthony (* 1957), britischer Dirigent
- Bramall, Edwin, Baron Bramall (1923–2019), britischer Feldmarschall, Chef des Generalstabes, Chief of Defence Staff
- Bramall, John (1923–2000), britischer Tontechniker
- Braman, Bryan (1987–2025), US-amerikanischer Footballspieler
- Bramann, Fritz Gustav von (1854–1913), deutscher Chirurg
- Bramante Vallana, Teresita (* 1977), schweizerisch-italienische Sportlerin
- Bramante, Donato (1444–1514), italienischer Baumeister, Architekt und Maler
- Bramante, Onofrio (1926–2000), italienischer Maler und Comiczeichner
- Bramanti, Emilia (* 1968), italienische Biochemikerin
- Bramantino (1465–1530), italienischer Maler
- Bramati, Davide (* 1968), italienischer Radrennfahrer
- Bramati, Luca (* 1968), italienischer Radrennfahrer

### Bramb
- Brambach, Caspar Joseph (1833–1902), deutscher Musiker und Komponist
- Brambach, Johan († 1616), Ratssekretär, Ratsyndicus und Dompropst in Lübeck
- Brambach, Johann († 1593), deutscher Mediziner und Leibarzt am Hof des Kurfürsten August von Sachsen
- Brambach, Johann Christoph von (1586–1638), Abt von Corvey
- Brambach, Martin (* 1967), deutscher SchauspielerMartin Brambach (* 1967)

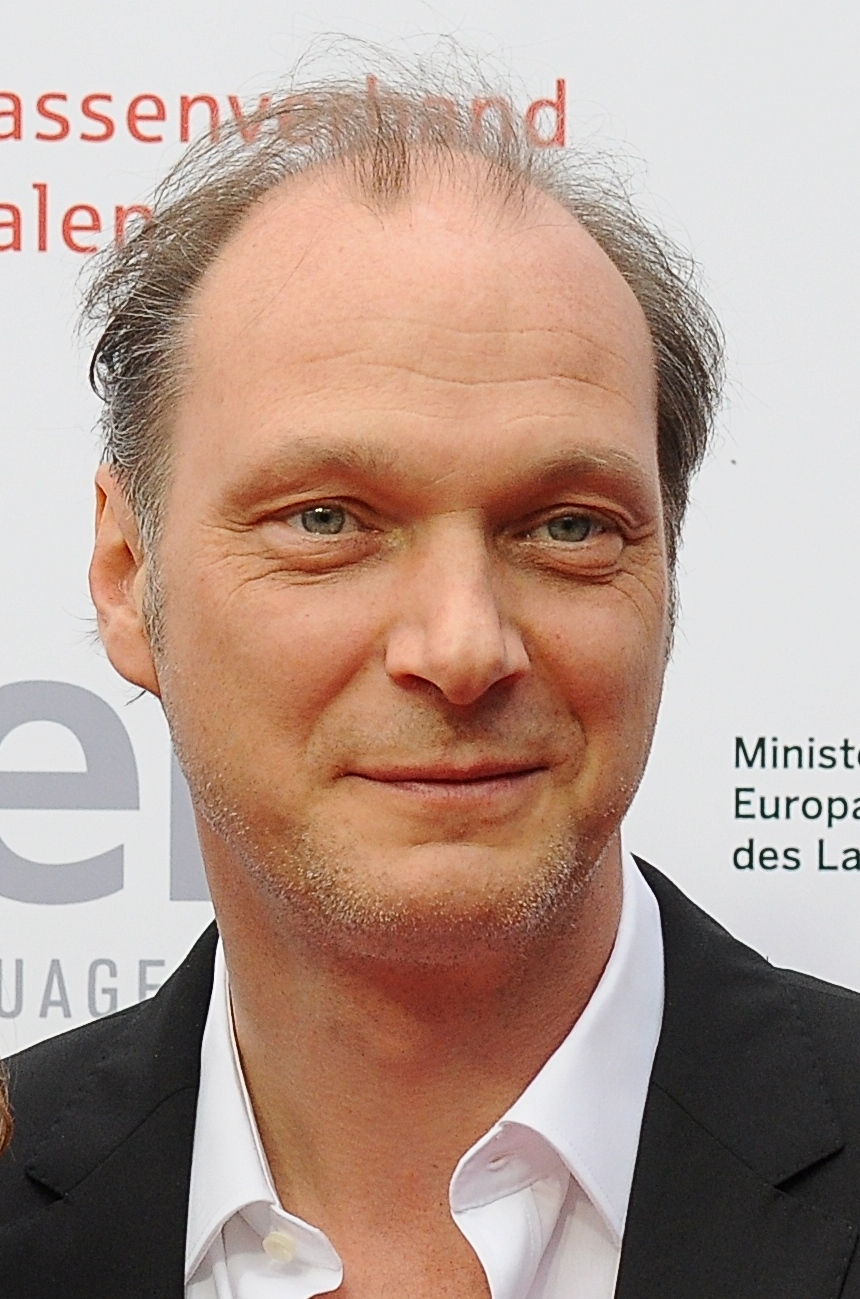
Martin Brambach (* 1967)

- Brambach, Rainer (1917–1983), deutsch-schweizerischer Schriftsteller
- Brambach, Wilhelm (1841–1932), deutscher klassischer Philologe, Musikhistoriker und Bibliothekar
- Brambani, Lisa (* 1967), britische Radrennfahrerin
- Brambat, Zosimo († 1799), italienischer Zisterzienser und Märtyrer
- Brambell, Francis (1901–1970), irischer Zoologe
- Brambell, Iain (* 1973), kanadischer Ruderer
- Brambell, Wilfrid (1912–1985), irischer Schauspieler
- Brambila, Bernardino (1950–2011), mexikanischer Fußballspieler und -trainer
- Brambila, Edy Germán (* 1986), mexikanischer Fußballspieler
- Brambila, Héctor (* 1950), mexikanischer Fußballtorhüter
- Brambilla, Armando (1942–2011), italienischer Geistlicher, römisch-katholischer Bischof
- Brambilla, Cesare (1885–1954), italienischer Rad- und Automobilrennfahrer
- Brambilla, Diego (* 1969), italienischer Judoka
- Brambilla, Ernesto (1934–2020), italienischer Motorradrennfahrer und Formel-1-Pilot
- Brambilla, Franco (1923–2003), italienischer Geistlicher, römisch-katholischer Erzbischof und Diplomat des Heiligen Stuhls
- Brambilla, Franco Giulio (* 1949), italienischer Geistlicher, römisch-katholischer Bischof von Novara
- Brambilla, Gianluca (* 1987), italienischer Radrennfahrer
- Brambilla, Giorgio (* 1988), italienischer Radrennfahrer
- Brambilla, Giovanni Alessandro (1728–1800), italienischer Arzt und Militärchirurg
- Brambilla, Giuseppe (1888–1918), italienischer Radrennfahrer
- Brambilla, Marco (* 1960), italienischer Filmregisseur und Medienkünstler
- Brambilla, Marietta (1807–1875), italienische Opernsängerin, Alt bzw. Koloraturalt
- Brambilla, Michela Vittoria (* 1967), italienische Unternehmerin und Politikerin (Forza Italia, PdL)
- Brambilla, Pierre (1919–1984), italienischer Radrennfahrer
- Brambilla, Simona (* 1965), italienische Ordensschwester und Kurienbeamtin
- Brambilla, Teresa (1813–1895), italienische Opernsängerin, Sopran bzw. Koloratursopran
- Brambilla, Vittorio (1937–2001), italienischer AutomobilrennfahrerVittorio Brambilla (1937–2001)

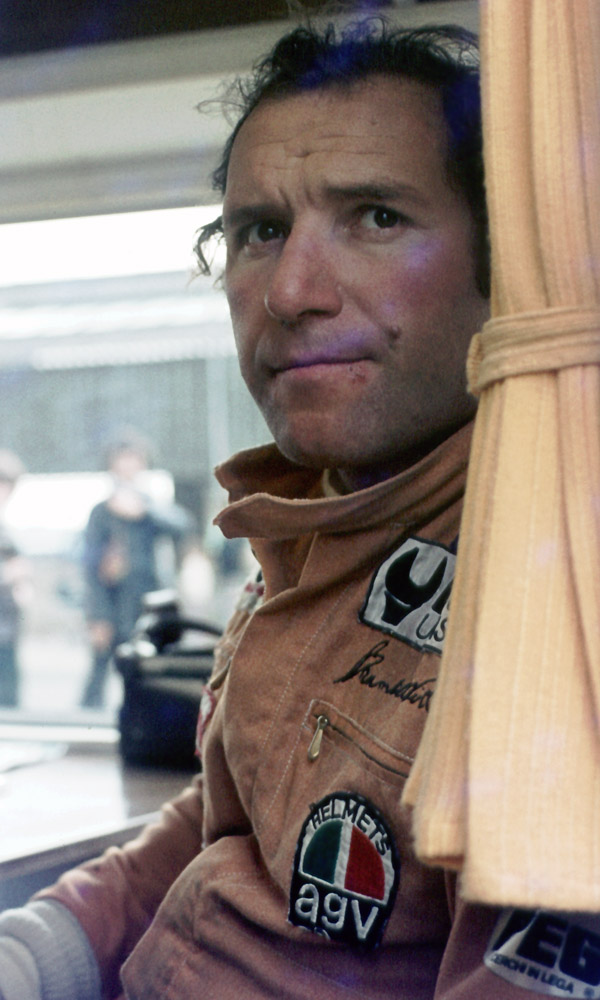
Vittorio Brambilla (1937–2001)

- Bramble, Dan (* 1990), britischer Weitspringer
- Bramble, Keron (* 1992), Bahnradsportler aus Trinidad und Tobago
- Bramble, Livingstone (1960–2025), Boxer aus St. Kitts und Nevis
- Bramble, Titus (* 1981), englischer Fußballspieler
- Bramblett, Ernest K. (1901–1966), US-amerikanischer Politiker
- Bramböck, Florian (* 1959), österreichischer Komponist und Dozent
- Bramböck, Martin (* 1963), österreichischer Hornist
- Bramböck, Paul (1884–1949), österreichischer Geistlicher und Politiker (CSP), Mitglied des Bundesrates

### Brame
- Brame, Arden Howell (1934–2004), US-amerikanischer Herpetologe und Genealoge
- Brame, Gloria (* 1955), US-amerikanische Autorin und Sexualwissenschaftlerin
- Brämer, Andreas (* 1964), deutscher Historiker
- Bramer, Benjamin (1588–1652), deutscher Künstler, Architekt, Baumeister, Geodät und Mathematiker
- Brämer, Jens (* 1973), deutscher Basketballspieler und -funktionär
- Bramer, Josef (* 1948), österreichischer MalerJosef Bramer (* 1948)

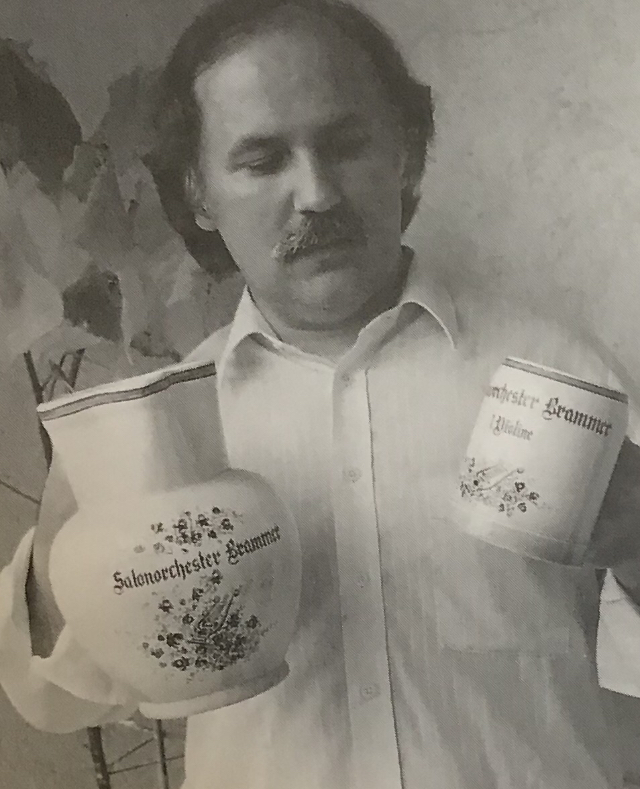
Josef Bramer (* 1948)

- Bramer, Leonaert (1596–1674), holländischer Maler
- Brämer, Rainer (* 1943), deutscher Physiker und Wanderpädagoge
- Brämer-Skowronek, Marie (* 1990), deutsche Para-Leichtathletin
- Bramerie, Thomas (* 1965), französischer Jazzmusiker (Kontrabass, Komposition)
- Bramesfeld, Heinrich (1830–1909), deutscher Architekt
- Bramesfeld, Heinrich (1899–1992), deutscher Marineoffizier
- Brameshuber, Wolfgang (1956–2016), österreichischer Bauingenieur in Deutschland

### Bramf
- Bramfeldt, Herbert (1912–1983), deutscher Moderner Fünfkämpfer

### Bramh
- Bramhall, Doyle (1949–2011), US-amerikanischer Bluesrockgitarrist, -sänger und -schlagzeuger
- Bramhall, Doyle II (* 1968), amerikanischer Gitarrist, Songwriter und ProduzentDoyle Bramhall II (* 1968)

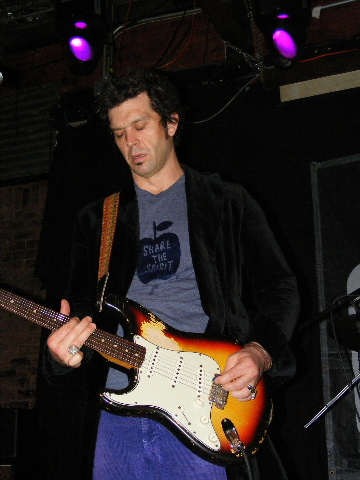
Doyle Bramhall II (* 1968)

- Bramhill, Gina (* 1989), britische Schauspielerin
- Bramhoff, Sabine (* 1964), deutsche Leichtathletin

### Brami
- Bramieri, Gino (1928–1996), italienischer Schauspieler
- Bramigk, Detlef (1935–2011), deutscher Ingenieur

### Bramk
- Bramkamp, Robert (* 1961), deutscher Filmemacher und Drehbuchautor
- Bramke, Erdmut (1940–2002), deutsche Malerin
- Bramke, Werner (1938–2011), deutscher Politiker (PDS), MdL Sachsen

### Braml
- Braml, Ariane (1969–2021), Schweizer Lyrikerin
- Braml, Josef (* 1968), deutscher Politikwissenschaftler und Autor
- Braml, Otto (1900–1975), deutscher Schauspieler und Hörspielsprecher
- Bramlage, Bernhard (* 1949), deutscher Politiker (SPD), Landrat im Landkreis Leer
- Bramlett, A. J. (* 1977), US-amerikanischer Basketballspieler
- Bramlett, David A. (* 1941), US-amerikanischer Offizier, General der US-Army
- Bramlette, Thomas (1817–1875), US-amerikanischer Politiker
- Bramley, Frank (1857–1915), englischer Maler des Spätimpressionismus
- Bramley, Ricardia (* 1974), britisch-amerikanische Schauspielerin
- Bramley, Ted (1905–1989), britischer Politiker (Communist Party of Great Britain)
- Bramley, William (1928–1985), US-amerikanischer Schauspieler
- Bramly, Serge (* 1949), französischer Schriftsteller, Fotograf, Kunstkritiker

### Bramm
- Bramm, August (1829–1889), Oberbürgermeister von Gießen
- Bramm, Otto (1897–1986), deutscher Kunsthistoriker und Volkskundler
- Brammal, Jack (* 1879), englisch-US-amerikanischer Schauspieler
- Brammann, Michael (1947–2024), deutscher Tonmeister
- Brammeier, Matthew (* 1985), irischer Bahn- und Straßenradrennfahrer
- Brammeier, Nikki (* 1986), britische Radrennfahrerin
- Brammell, Abby (* 1979), US-amerikanische Schauspielerin
- Brammen, Dennis (* 1988), deutscher Webvideoproduzent
- Brammen, Erich (1904–1932), deutscher Flugpionier
- Brammen, Jonas (* 1997), deutscher Fußballtorhüter
- Brammer, Axel (* 1955), deutscher Politiker (SPD), MdL
- Brammer, Christiane (* 1965), deutsche Schauspielerin und SängerinChristiane Brammer (* 1965)

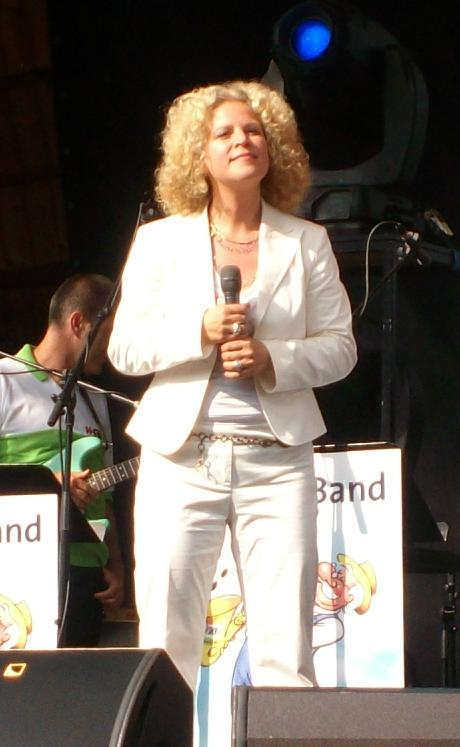
Christiane Brammer (* 1965)

- Brammer, Christopher (* 1988), britischer Pokerspieler
- Brammer, Dieter (1925–1996), deutscher Schauspieler
- Brammer, Hermann Ferdinand, deutscher Maler
- Brammer, Julius (1877–1943), österreichischer Librettist
- Brammer, Karl (1891–1964), deutscher Journalist
- Brammer, Ludwig Matthias Anton (1774–1847), deutscher Maler
- Brammer, Philipp (1969–2014), deutscher Schauspieler und Synchronsprecher
- Brammer, Thieß (* 1990), deutscher Schauspieler
- Brammer, Verena (* 1986), deutsche Fußballtorhüterin
- Brammertz, Eugen (1915–1987), deutscher Benediktinerpater und Journalist
- Brammertz, Johann Josef (1668–1729), deutscher Orgelbauer
- Brammertz, Serge (* 1962), belgischer Jurist und UN-SonderbeauftragterSerge Brammertz (* 1962)

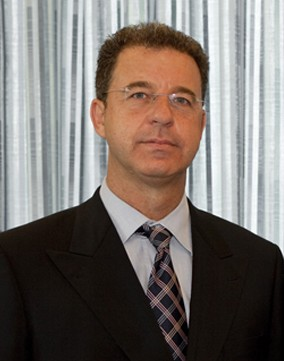
Serge Brammertz (* 1962)

- Bramming, Magnus (* 1990), dänischer Handballspieler

### Bramo
- Bramora, Artur (* 1972), polnischer Politiker, Mitglied des Sejm
- Bramos, Michael (* 1987), griechischer Basketballspieler
- Bramowski, Georg, deutscher Boxtrainer

### Brams
- Brams, Anton (* 1988), deutscher Volleyball-Trainer
- Brams, Ingeborg (1921–1989), dänische Schauspielerin
- Brams, Steven (* 1940), US-amerikanischer Politikwissenschaftler
- Brams, Viktoria (* 1943), deutsche Schauspielern
- Bramsch, Johann Ludwig (1811–1877), deutscher Unternehmer in Dresden
- Bramsen, Jane F. (* 1978), dänische Badmintonspielerin
- Bramsen, Trine (* 1981), dänische Politikerin
- Bramson, Leon (1869–1941), Organisator des ORT
- Bramstede, Jakob († 1455), deutscher Kaufmann, Ratsherr der Hansestadt und Lübeck und Befehlshaber der Lübecker Flotte
- Bramstedt, Fritz (1911–1976), deutscher Ernährungswissenschaftler und Hochschullehrer
- Bramston, James Yorke (1773–1836), englischer katholischer Geistlicher, Titularbischof und Apostolischer Vikar von London
- Brämswig, Philipp (* 1980), deutscher Jazzgitarrist, Komponist und Bandleader

### Bramu
- Bramucci, Giovanni (1946–2019), italienischer Radrennfahrer

### Bramw
- Bramwell, Byrom (1847–1931), britischer Pathologe
- Bramwell, David (* 1942), britischer Biologe und Botaniker
- Bramwell, Grant (* 1961), neuseeländischer Kanute